# Estación Central (Metro de Belo Horizonte)
La Estación Central de Belo Horizonte fue la principal estación ferroviaria de la capital minera. Está localizada en el Centro de Belo Horizonte, con entrada principal en la plaza Rui Barbosa al lado de la avenida del Contorno, en un tramo del Boulevard Arrudas. La estación es famosa tanto por albergar movimientos culturales como por el tránsito de trenes hasta la ciudad de Vitória, capital de Espírito Santo.

## Historia
La estación fue construida por la Comisión Constructora de la Nueva Capital para ser el punto inicial del Ramal Férreo de la Capital del Estado de Minas Gerais, de 15 km de extensión, que uniría con la Y.F. Central de Brasil, en la localidad de General Carneiro. La inauguración del primer edificio de la estación se produjo el 7 de septiembre de 1895, después de la colocación de la primera piedra del edificio el año anterior. Durante algún tiempo, la estación sería bautizada como Minas y sería una de las primeras edificaciones de la nueva capital. Después de la adquisición del Ramal Férreo de la Capital del Estado de Minas Gerais por la Unión (a través de la Central de Brasil), la estación sería reconstruida. La inauguración del edificio actual, proyectado por Caetano Lopes y Luiz Olivieri, sería realizada en 1922, cuando la estación pasó a ser denominada Central de Brasil.
Posteriormente sería construido el Ferrocarril Vitória Minas, cuyos railes llegarían a la estación Central, que se convertiría en una de las puertas de entrada a la capital minera. En los años 1950, la entrada en servicio del Tren Vera Cruz que unía Belo Horizonte con Río de Janeiro, hizo que la estación Central quedase cada vez más desplazada. Con la decadencia del transporte ferroviario en las décadas de 1970 y 1980, la estación Central se quedaría cada vez más en desuso hasta el cierre del Vera Cruz en 1990 y del cierre de la estación, obligando al tren de Vitória a Minas a utilizar una plataforma al lado de la estación como terminal de la línea.
La estación fue sometida a obras para recibir la primera línea del metro de Belo Horizonte, cuya inauguración se produjo en agosto de 1986. Al año siguiente, la CBTU construiría un edificio anexo al de la estación, transfiriendo parte de la estructura operacional al mismo, dejando el edificio de la estación Central junto a la sede administrativa de la superintendencia de la CBTU y acceso para el nuevo edificio de la estación de metro. Durante mucho tiempo, el edificio permanecería desocupado, sufriendo la acción del paso del tiempo. A comienzos de la década de 2000 sería iniciado por el Instituto Cultural Flávio Gutierrez, de acuerdo con la CBTU, el proyecto del Museo de Artes y Oficios de Belo Horizonte. Después de algunos años de obras, con un coste de 18 millones de reales,el museo sería inaugurado en diciembre de 2005.

## Patrimonio histórico
La estación Central de Belo Horizonte es el principal edificio del conjunto arquitectónico y paisajístico de la Plaza Rui Barbosa, junto al Instituto Estatal del Patrimonio Histórico y Artístico de Minas Gerais.

## Cultura popular
La estación serviría de inspiración para el poema Plaza de la Estación de Carlos Drummond de Andrade, publicado en 1982.

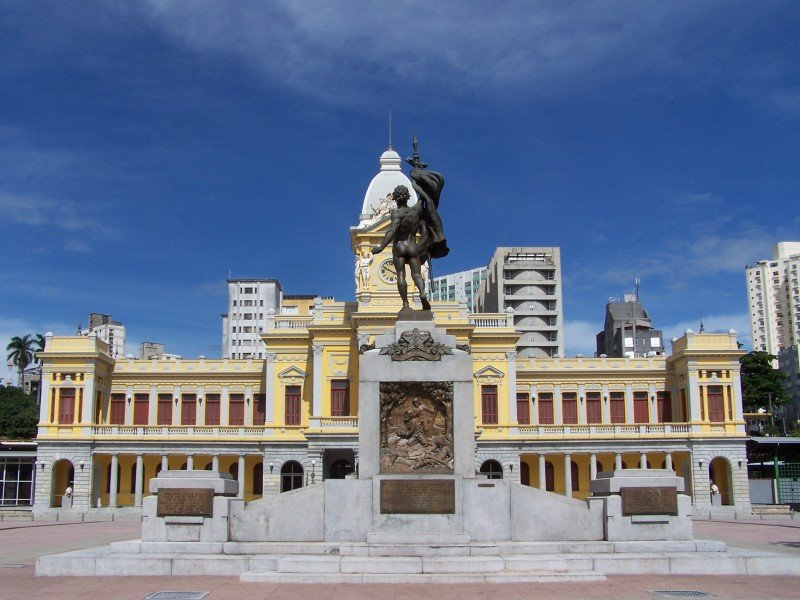
Monumento a la Tierra Minera, obra del escultor italiano Júlio Starace inaugurada en 1930, en la Plaza Plaza Rui Barbosa (Belo Horizonte), delante de la estación.